# XX secolo (programma televisivo)
XX secolo è una trasmissione televisiva di approfondimento storico di Gianni Bisiach andata in onda su Rai 1 per 8 puntate trasmesse in seconda serata a partire dal 7 agosto 1996. Viene replicato dal canale tematico Rai Storia del digitale terrestre.

## Il programma
Il programma si propone di raccontare i fatti e i personaggi dal 1895 ad oggi attraverso filmati ed immagini d'epoca. Ciascuna delle 8 puntate della serie è presentata da una donna: Ida Magli, Miriam Mafai, Elettra Marconi, Dacia Maraini, Monica Vitti, Gianna Schelotto, Emma Marcegaglia, Lina Wertmüller.

## Puntate
1. Gli anni 1895-1912 - Dalla scoperta del cinema alla guerra di Libia
2. Gli anni 1914-1929 - Dall'attentato di Sarajevo alla crisi di Wall Street
3. Gli anni 1922-1940 - Dalla marcia su Roma all'attacco all'Inghilterra
4. Gli anni 1939-1940 - Dalla prima Miss Italia al primo tripartito
5. Gli anni 1941-1942 - Dall'attacco a Pearl Harbor alla flotta nel pacifico
6. Esplosioni atomiche in tempo di pace
7. Cosa Nostra: da Corleone all'America
8. L'ultimo imperatore d'Etiopia